# Église Saint-Martin de Voharies
L'église Saint-Martin de Voharies est une église située à Voharies, en France.

## Description
L'église est consacrée à saint Martin,.

## Localisation
L'église Saint-Martin est située sur la commune de Voharies, dans le département de l'Aisne.

### Galerie

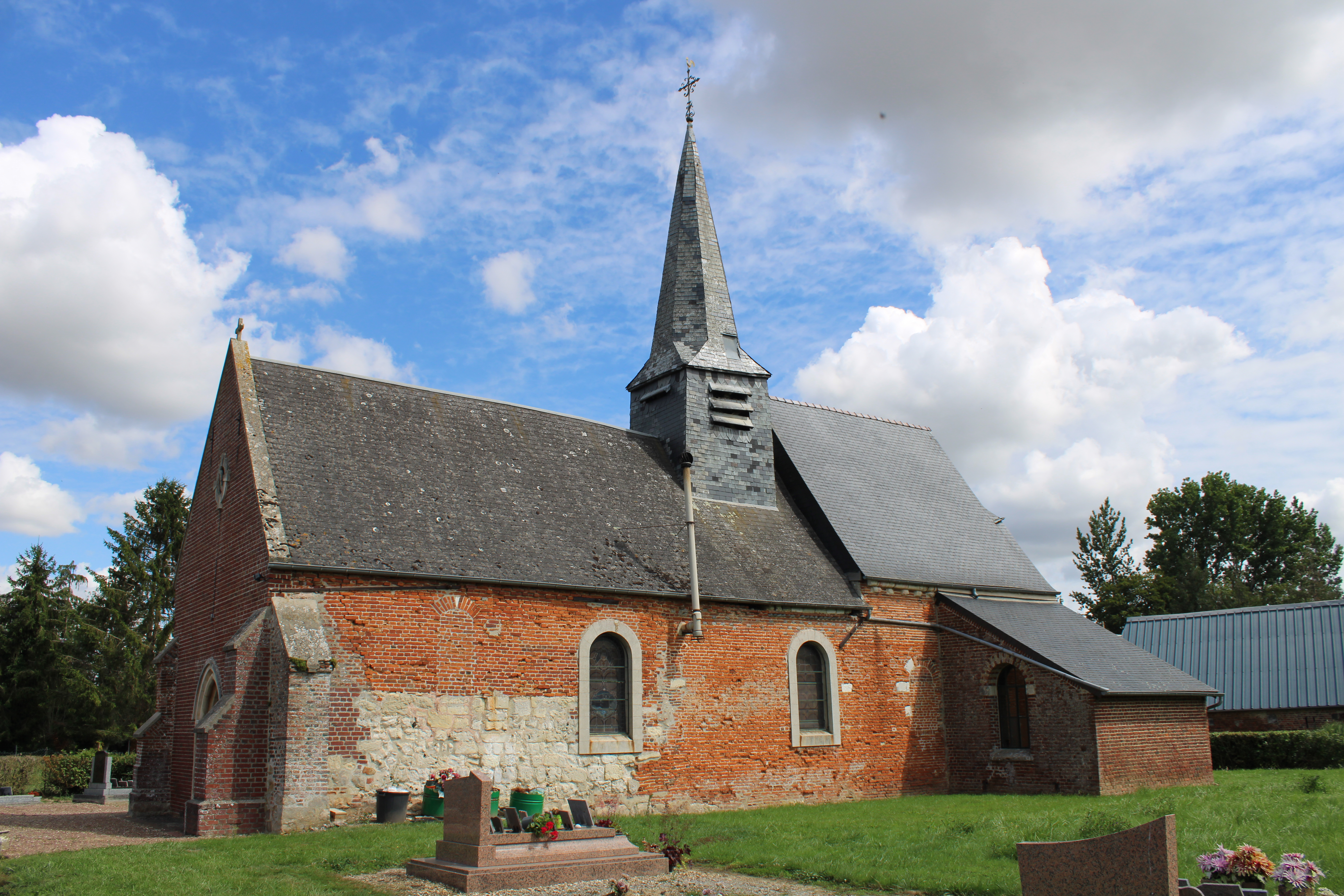
Vue de l'église depuis le cimetière.
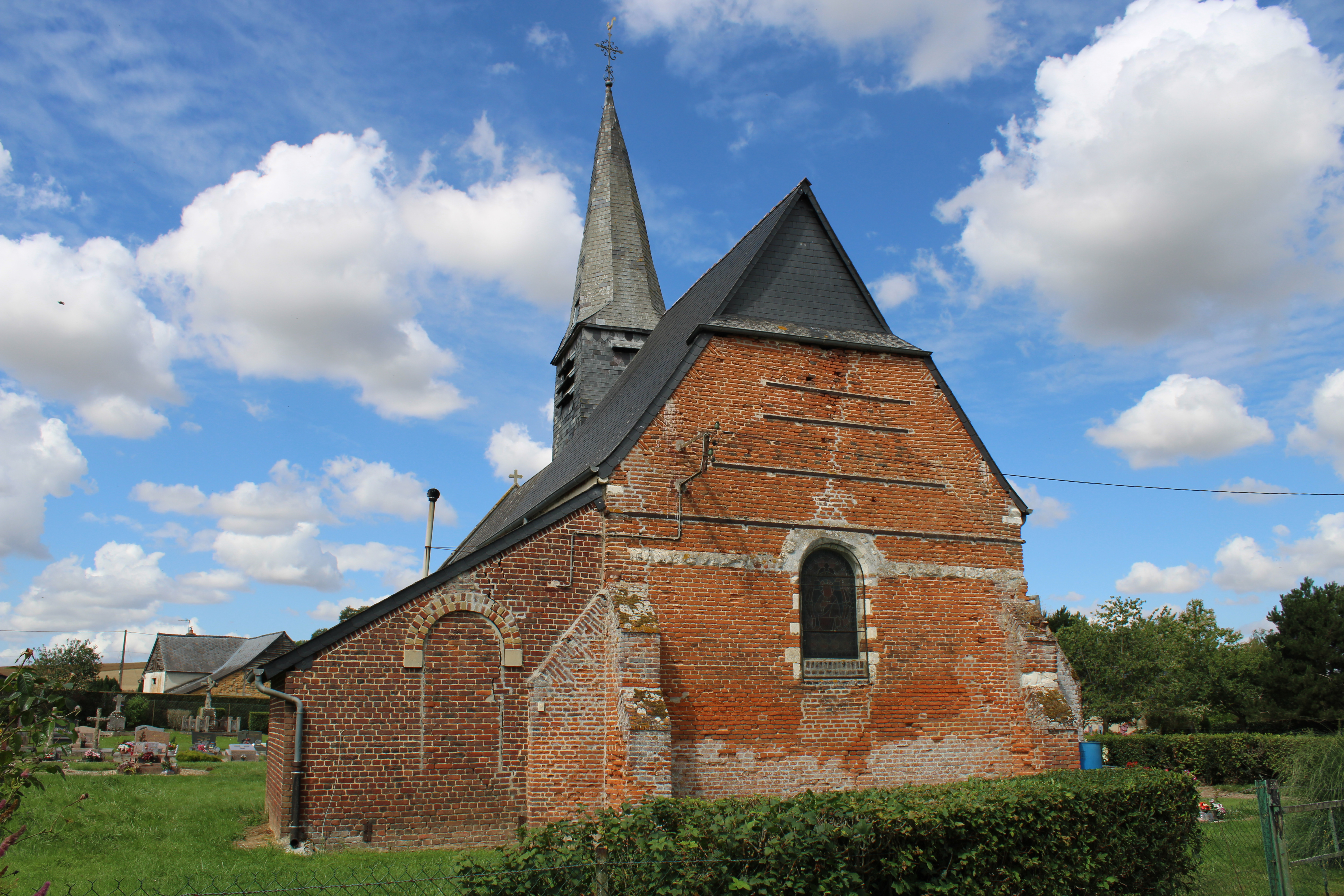
La nef.
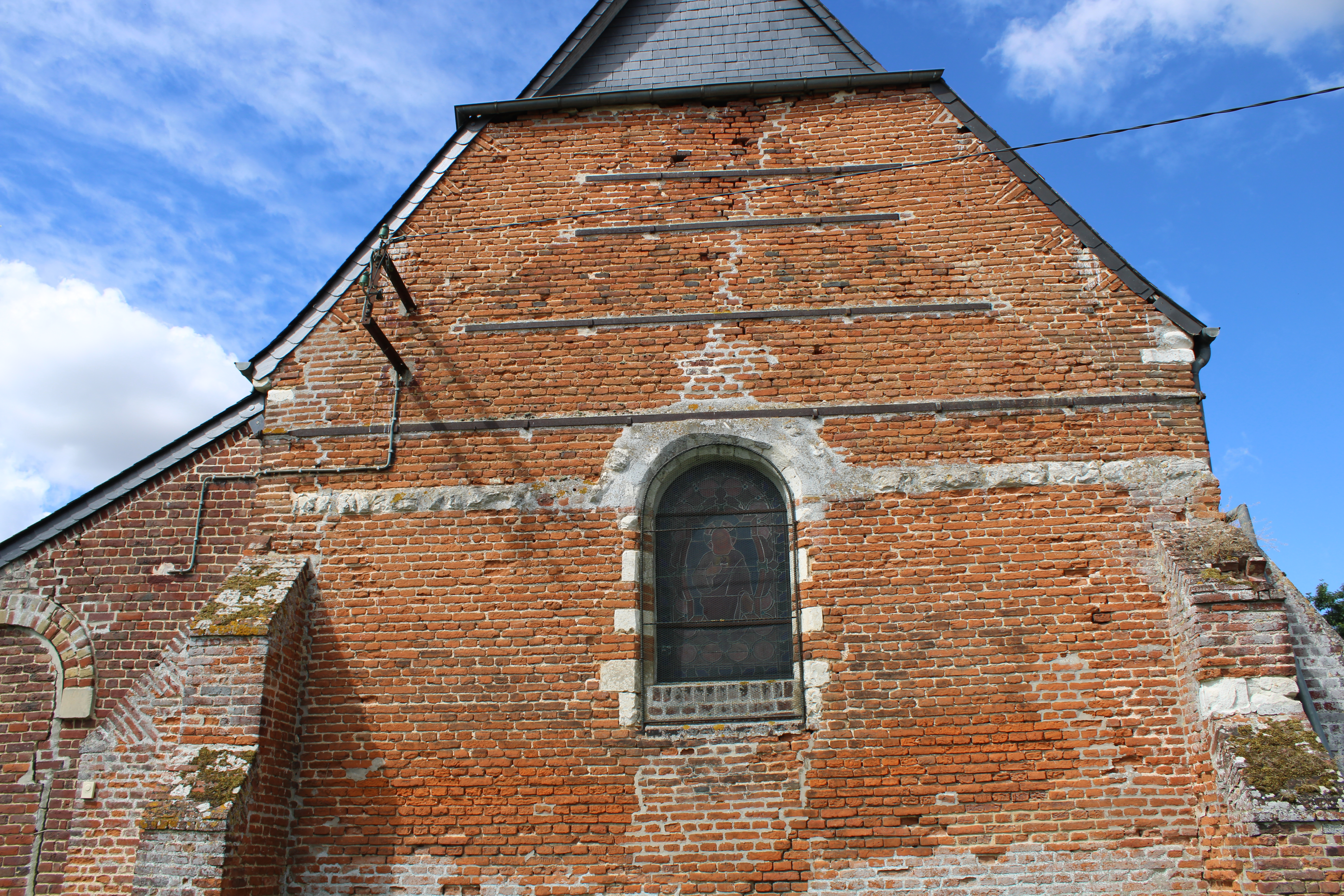
Le mur de la nef porte de nombreuses marques de consolidation.
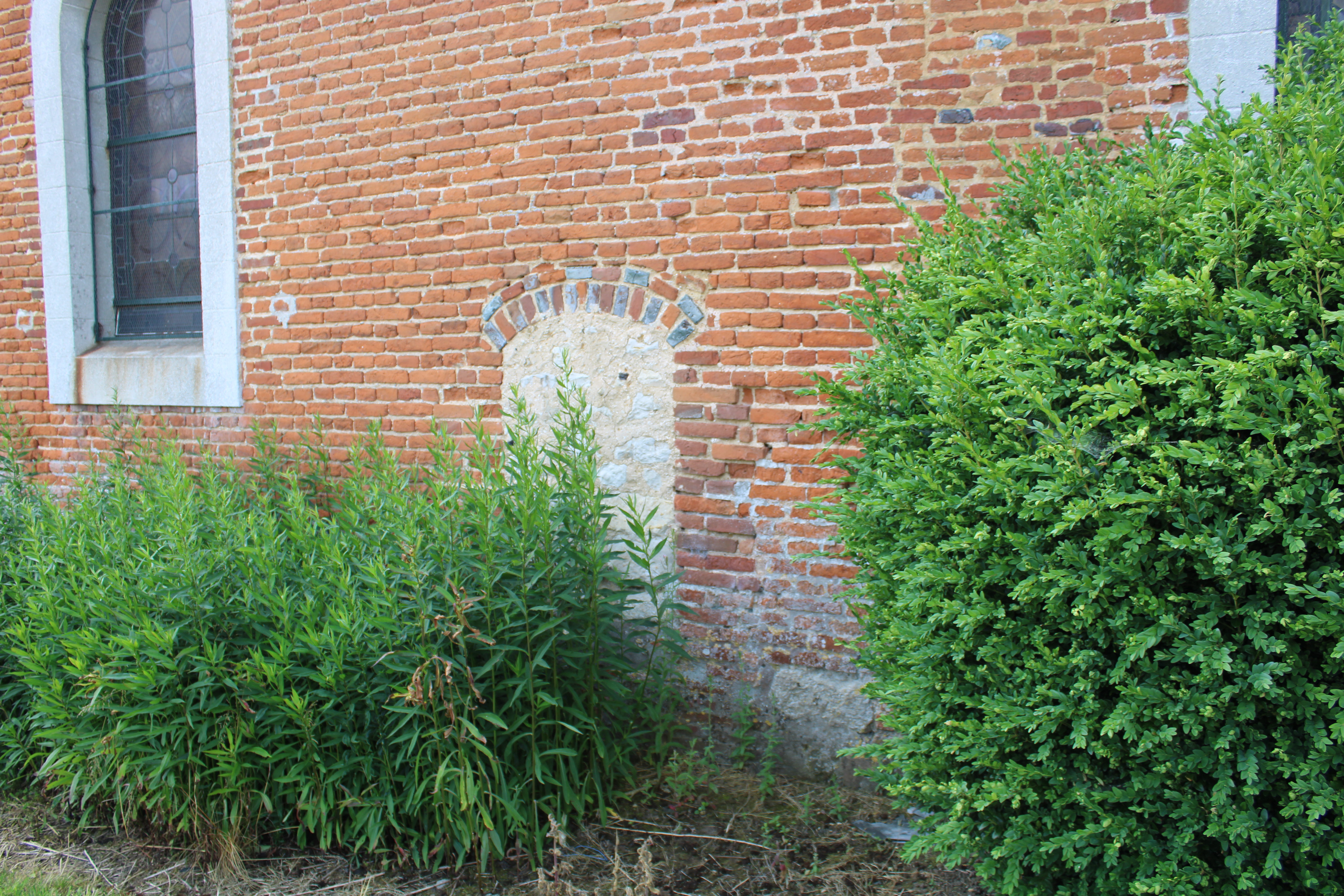
Traces de remaniements.
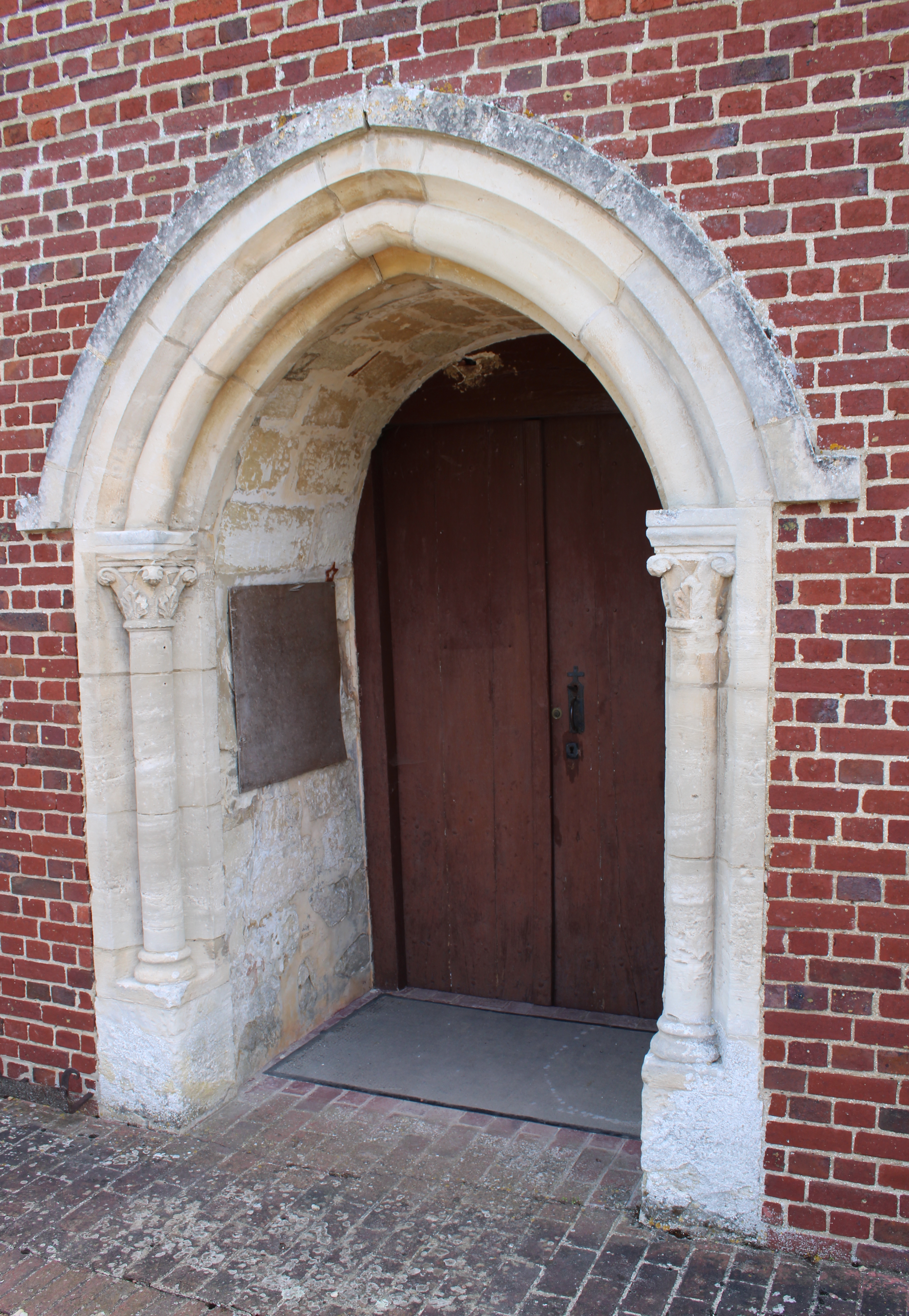
Portail gothique avec des murs très épais.